# Avispado (toro)
Avispado (març de1 1980 - Pozoblanco, 26 de setembre de 1984) va ser un brau de 420 kg. de la ramaderia Sayalero y Bandrés, que va donar mort al torero Francisco Rivera Paquirri.
Va ser el quart brau de la tarda, el segon del lot de Paquirri. Després de ser rebut pel torero i posat a la sort de varas, Avispado es va arrancar agafant al torero amb la banya esquerra seccionant-li la femoral de la cama esquerra. Hores més tard Paquirri moria. José Cubero Sánchez Yiyo va ser qui va donar mort a Avispado.
El cap disecat d'Avispado, junt al de Mosquetero, lidiat en primer torn aquella mateixa tarda de Pozoblanco per Paquirri, es troba a Gelves (Sevilla) en poder de Juan Carlos Lora, col·leccionista taurí.